# 松山周平
松山 周平（まつやま しゅうへい、1976年3月21日 - ）は、宮崎県出身の元サッカー選手、サッカー指導者。

## 来歴
熊本県の大津高等学校から、中央大学を経てYKK APに入部。その後は指導者として、大津高校サッカー部コーチ、ロアッソ熊本アカデミー普及ダイレクターを務める。
2014年12月18日、熊本のアカデミーダイレクターに就任した。
2022年より高知ユナイテッドSCのアカデミーダイレクター兼U-15監督に就任した。

## 所属クラブ
- 熊本県立大津高等学校
- 中央大学
- YKK AP

## 指導歴
- 2008年 - 2010年　熊本県立大津高等学校サッカー部コーチ
- 2011年 - 2017年　ロアッソ熊本
  - 2011年 - 2014年　アカデミー普及ダイレクター
  - 2015年 - 2016年　アカデミーダイレクター
  - 2016年 - 2017年　U-18コーチ
- 2018年 - 2021年　鹿児島ユナイテッドFC
  - 2018年 U-15 コーチ
  - 2019年 アカデミーダイレクター兼U-15 コーチ
  - 2020年 - 2021年 アカデミーダイレクター
- 2022年 - 高知ユナイテッドSCアカデミーダイレクター兼U-15監督